# بروستر هيل (نيويورك)
بروستر هيل (بالإنجليزية: Brewster Hill CDP, New York)‏ هي منطقة سكنية تقع بولاية نيويورك في الولايات المتحدة. تبلغ مساحتها 2.5 كم2، وترتفع عن سطح البحر 188 م، بلغ عدد سكانها 2,089 نسمة في عام 2010 حسب إحصاء مكتب تعداد الولايات المتحدة وتصل الكثافة السكانية فيها 835.6 نسمة لكل كيلومتر مربع (2,164.2/ميل2).

## التركيبة السكانية
حدّد مكتب تعداد الولايات المتحدة بيانات التركيبة السكانية لبروستر هيل في تعداد الولايات المتحدة. في ما يلي، التركيبة السكانية حسب تعدادي 2000 و2010.

### تعداد عام 2000
بلغ عدد سكان بروستر هيل 2,226 نسمة بحسب تعداد عام 2000، وبلغ عدد الأسر 756 أسرة وعدد العائلات 591 عائلة مقيمة في المنطقة السكنية. في حين سجلت الكثافة السكانية 890.4 نسمة لكل كيلومتر مربع (2,306.1/ميل2). وبلغ عدد الوحدات السكنية 777 وحدة بمتوسط كثافة قدره 310.8 لكل كيلومتر مربع (805.0/ميل2).
وتوزع التركيب العرقي للمنطقة السكنية بنسبة 96.50% من البيض و0.85% من الأمريكيين الأفارقة و1.35% من الأمريكيين ذوي الأصول الآسيوية و0.40% من الأعراق الأخرى و0.90% من عرقين مختلطين أو أكثر و3.77% من الهسبانيون أو اللاتينيون من أي عرق.
بلغ عدد الأسر 756 أسرة كانت نسبة 40.9% منها لديها أطفال تحت سن الثامنة عشر تعيش معهم، وبلغت نسبة الأزواج القاطنين مع بعضهم البعض 67.5% من أصل المجموع الكلي للأسر، ونسبة 8.3% من الأسر كان لديها معيلات من الإناث دون وجود شريك،  بينما كانت نسبة 2.4% من الأسر لديها معيلون من الذكور دون وجود شريكة وكانت نسبة 21.8% من غير العائلات. تألفت نسبة 16.9% من أصل جميع الأسر من عدة أفراد يعيشون في نفس المنزل ونسبة 7% كانت تتألف من شخص يعيش بمفرده يبلغ من العمر 65 عاماً أو أكثر. وبلغ متوسط حجم الأسرة المعيشية 2.94، أما متوسط حجم العائلات فبلغ 3.33.
بلغ العمر الوسطي للسكان 39.0 عاماً. وكانت نسبة 25.9% من القاطنين تحت سن الثامنة عشر، وكانت نسبة 5.2% بين الثامنة عشر والرابعة والعشرين عاماً، ونسبة 30.5% كانت واقعةً في الفئة العمرية ما بين الخامسة والعشرين والرابعة والأربعين عاماً، ونسبة 28.4% كانت ما بين الخامسة والأربعين والرابعة والستين، ونسبة 10% كانت ضمن فئة الخامسة والستين عاماً فما فوق. يوجد لكل 100 أنثى 98.0 ذكر، ويوجد لكل 100 أنثى في الثامنة عشر من عمرها فما فوق 96.0 ذكر.
بلغ متوسط دخل الأسرة في المنطقة السكنية 67,417 دولارًا، أما متوسط دخل العائلة فبلغ 69,044 دولارًا. وكان متوسط دخل الذكور 48,011 دولارًا مقابل 38,073 دولارًا للإناث. وسجل دخل الفرد الخاص بالمنطقة السكنية 25,327 دولارًا. وكانت نسبة 0% من العائلات ونسبة 0.4% من السكان تحت خط الفقر، وكان من هؤلاء نسبة 0% تحت سن الثامنة عشر ونسبة 3.9% في الخامسة والستين من العمر وما فوق.

### تعداد عام 2010
بلغ عدد سكان بروستر هيل 2,089 نسمة بحسب تعداد عام 2010، وبلغ عدد الأسر 735 أسرة وعدد العائلات 582 عائلة مقيمة في المنطقة السكنية. في حين سجلت الكثافة السكانية 835.6 نسمة لكل كيلومتر مربع (2,164.2/ميل2). وبلغ عدد الوحدات السكنية 768 وحدة بمتوسط كثافة قدره 307.2 لكل كيلومتر مربع (795.6/ميل2).
وتوزع التركيب العرقي للمنطقة السكنية بنسبة 92.01% من البيض و2.01% من الأمريكيين الأفارقة و2.15% من الأمريكيين ذوي الأصول الآسيوية و0.05% من سكان جزر المحيط الهادئ و1.96% من الأعراق الأخرى و1.82% من عرقين مختلطين أو أكثر و11.58% من الهسبانيون أو اللاتينيون من أي عرق.
بلغ عدد الأسر 735 أسرة كانت نسبة 36.7% منها لديها أطفال تحت سن الثامنة عشر تعيش معهم، وبلغت نسبة الأزواج القاطنين مع بعضهم البعض 65.9% من أصل المجموع الكلي للأسر، ونسبة 9.4% من الأسر كان لديها معيلات من الإناث دون وجود شريك،  بينما كانت نسبة 3.9% من الأسر لديها معيلون من الذكور دون وجود شريكة وكانت نسبة 20.8% من غير العائلات. تألفت نسبة 17.1% من أصل جميع الأسر من عدة أفراد يعيشون في نفس المنزل ونسبة 8.4% كانت تتألف من شخص يعيش بمفرده يبلغ من العمر 65 عاماً أو أكثر. وبلغ متوسط حجم الأسرة المعيشية 2.84، أما متوسط حجم العائلات فبلغ 3.24.
بلغ العمر الوسطي للسكان 43.1 عاماً. وكانت نسبة 23.2% من القاطنين تحت سن الثامنة عشر، وكانت نسبة 7.6% بين الثامنة عشر والرابعة والعشرين عاماً، ونسبة 22.5% كانت واقعةً في الفئة العمرية ما بين الخامسة والعشرين والرابعة والأربعين عاماً، ونسبة 33.2% كانت ما بين الخامسة والأربعين والرابعة والستين، ونسبة 13.5% كانت ضمن فئة الخامسة والستين عاماً فما فوق. وتوزع التركيب الجنسي للسكان بنسبة 49.5% ذكور و50.5% إناث.